# Gosh
Gosh (in armeno Գոշ?) è un comune dell'Armenia di 1 087 abitanti (2010) della provincia di Tavush, così chiamato in onore di Mkhitar Gosh, che prese parte alla ricostruzione del vecchio monastero di Nor Ghetik nel XII-XIII secolo, distrutto da un terremoto nel 1188; il monastero ricostruito, situato vicino alla strada principale che attraversa il paese, fu poi chiamato Goshavank in onore di Mkhitar. Sul versante di una collina ad est del complesso del monastero si trova una cappella che serve anche come tomba di Mkhitar Gosh, costruita in quel luogo per dominare ciò che egli aveva contribuito a costruire; la cappella è a pianta quadrata con una cupola singola centrale ed un portale. Qui vicino si trovano le rovine di quella che viene indicata essere la casa di Mkhitar, di cui esistono ancora le fondamenta ed alcuni muri bassi.

## Galleria d'immagini

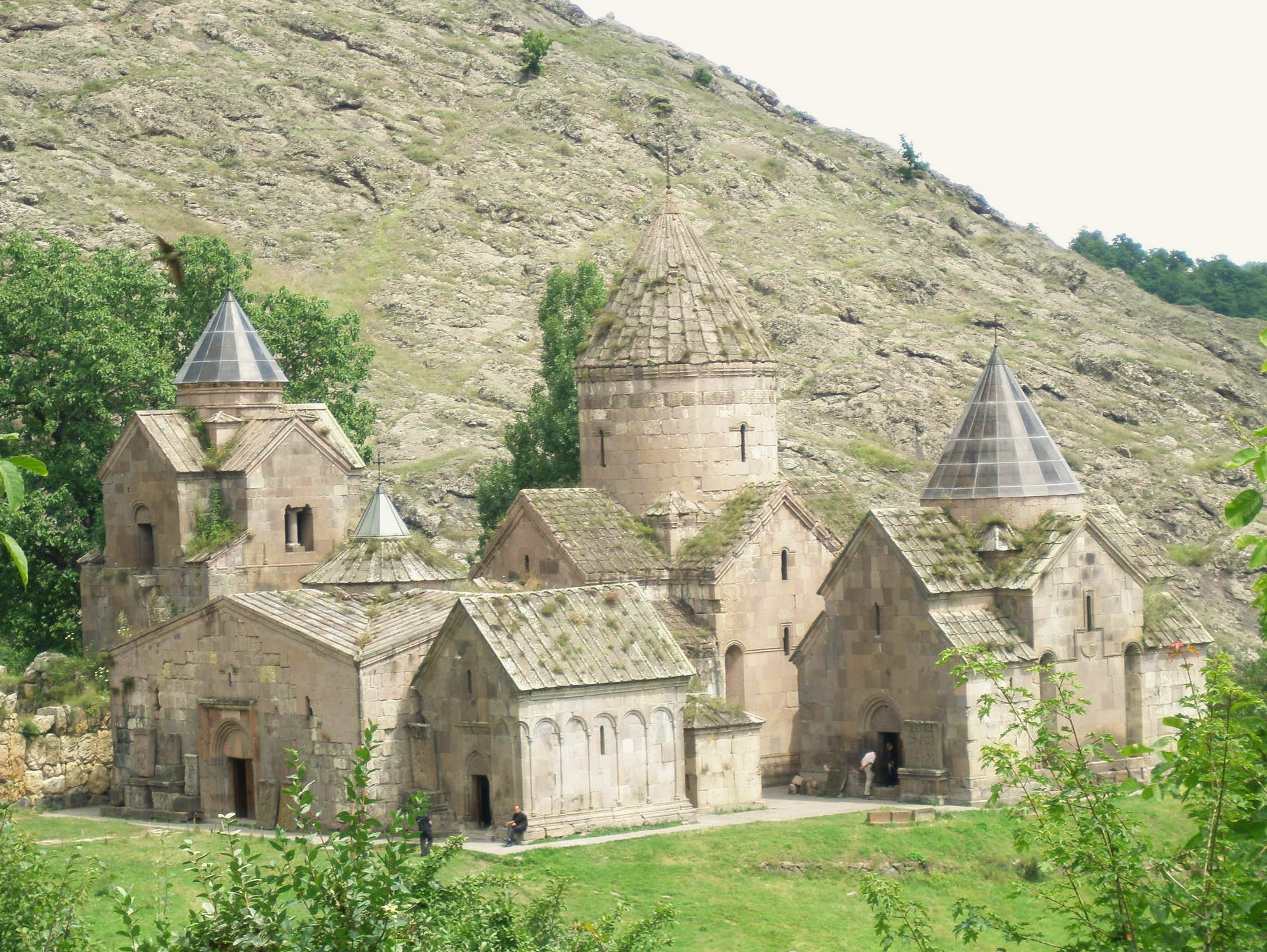
Goshavank, agosto 2009.
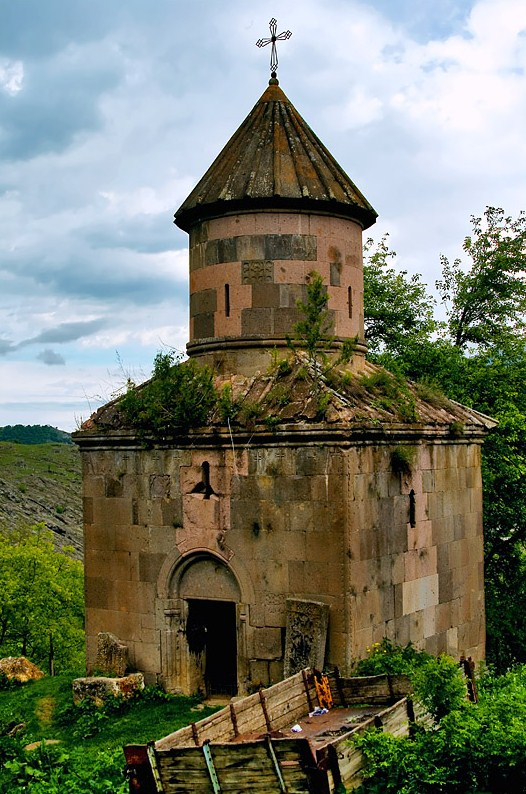
Cappella funeraria di Mkhitar Gosh.
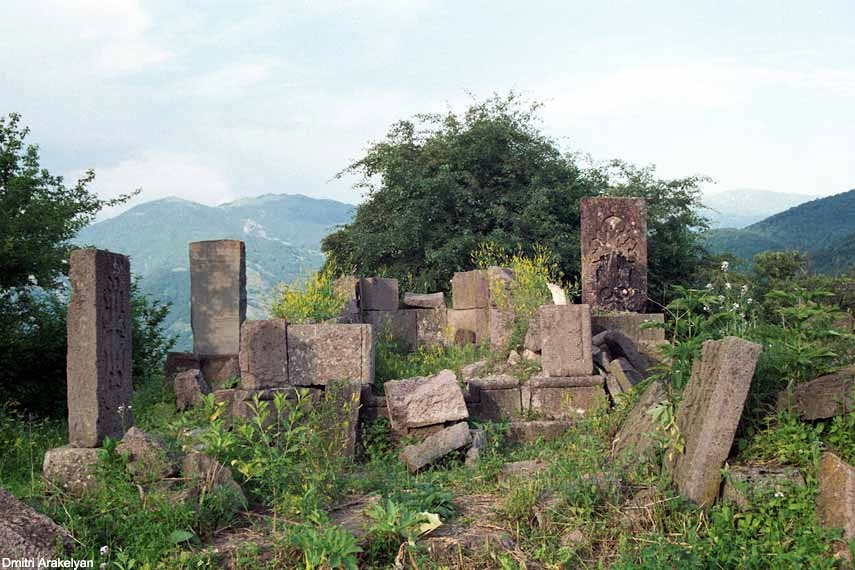
Rovine della casa di Mkhitar Gosh.